# Mike Sullivan (Eishockeyspieler, 1968)
Michael Barry „Mike“ Sullivan (* 27. Februar 1968 in Marshfield, Plymouth County, Massachusetts) ist ein ehemaliger US-amerikanischer Eishockeyspieler und derzeitiger -trainer, der im Verlauf seiner aktiven Karriere zwischen 1986 und 2002 unter anderem 743 Spiele für die San Jose Sharks, Calgary Flames, Boston Bruins und Phoenix Coyotes in der National Hockey League auf der Position des Centers bestritten hat. Von 2015 bis 2025 war er als Cheftrainer der Pittsburgh Penguins tätig, die er in den Jahren 2016 und 2017 zum Gewinn des Stanley Cups führte. Seit Mai 2025 fungiert er als Headcoach bei den New York Rangers.

## Karriere

### Spielerkarriere
Sullivan spielte zunächst vier Jahre von 1986 bis 1990 an der Boston University in der National Collegiate Athletic Association. Während dieser Zeit nahm er mit dem U20-Nationalmannschaft der Vereinigten Staaten an der Junioren-Weltmeisterschaft 1988 teil. Nachdem er bereits im NHL Entry Draft 1987 in der vierten Runde an 69. Position von den New York Rangers ausgewählt worden war, wechselte er zur Saison 1990/91 ins Profilager. Die Transferrechte an seiner Person waren inzwischen aber von den Rangers an die Minnesota North Stars abgegeben worden.

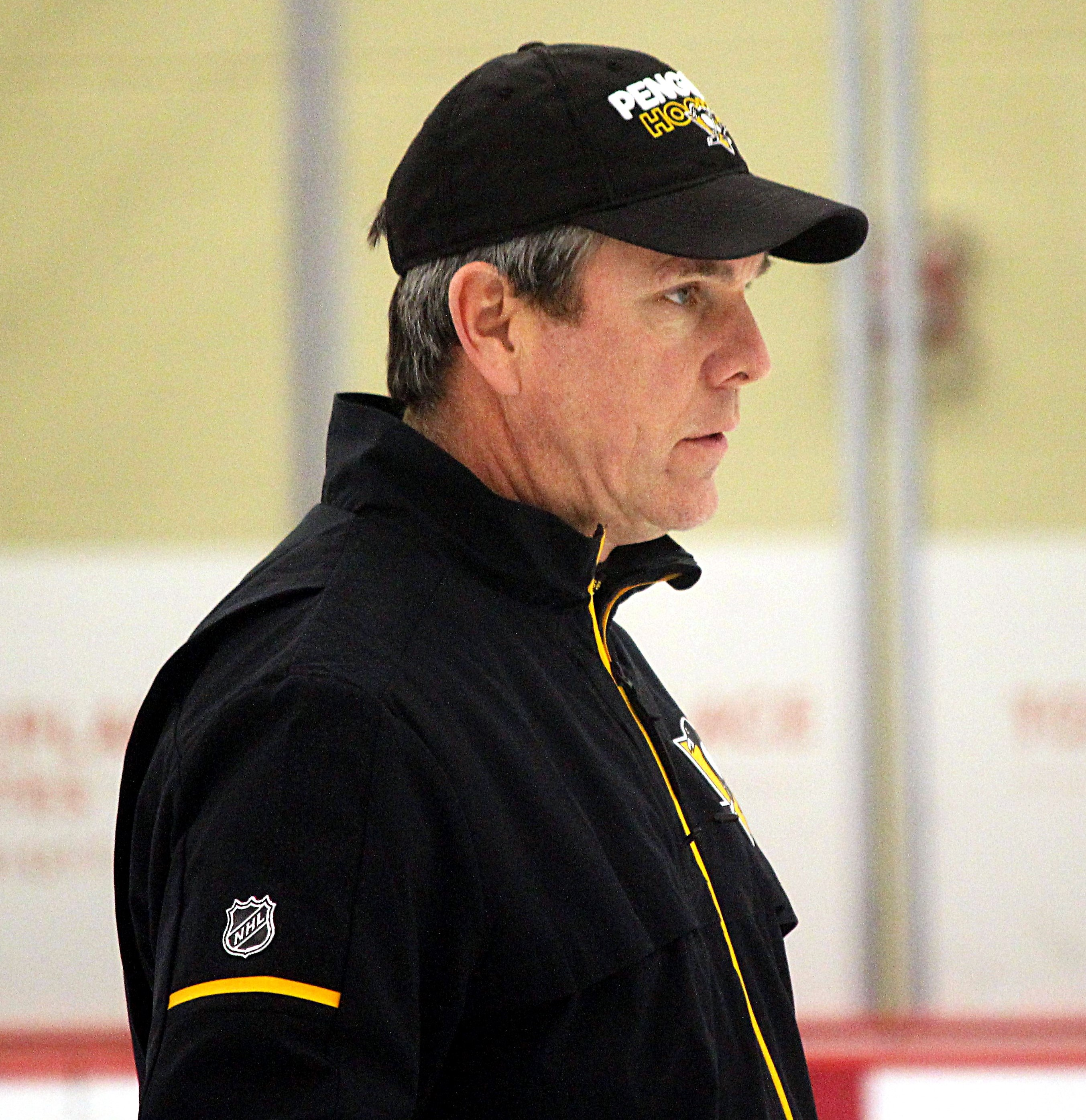
Sullivan als Trainer der Pittsburgh Penguins

So verbrachte der Center die Spielzeit zunächst komplett in der International Hockey League bei den San Diego Gulls, ehe er zur Saison 1991/92 als Free Agent zu den neu gegründeten San Jose Sharks. Dort schaffte Sullivan auf Anhieb den Sprung in den Stammkader und blieb bis in die Saison 1993/94 hinein in Nordkalifornien bis ihn die Sharks auf die Waiver-Liste setzten, von wo ihn die Calgary Flames auswählten. Nach weiteren dreieinhalb Jahren in Calgary, wo er im Spieljahr 1995/96 mit 21 Punkten sein bestes Jahr hatte, transferierten ihn die Flames im Juni 1997 im Rahmen des NHL Entry Draft 1997 zu den Boston Bruins. Nahe seiner Heimatstadt spielte er lediglich ein Jahr, da er im NHL Expansion Draft 1998 von Boston ungeschützt blieb und von den Nashville Predators ausgewählt wurde. Nashville transferierte den US-Amerikaner jedoch gleich weiter zu den Phoenix Coyotes. Bei den Coyotes stand Sullivan noch vier Spielzeiten lang im Kader und beendete am 29. Juli 2002 seine aktive Karriere.

### Trainerkarriere
Gleich im Anschluss übernahm er als Cheftrainer die Providence Bruins, das Farmteam der Boston Bruins aus der American Hockey League. Aufgrund seiner hervorragenden Leistungen mit Providence wurde er noch im Verlauf der Saison 2002/03 zum Assistenztrainer der Boston Bruins befördert, nachdem dort Robbie Ftorek und sein Trainerstab entlassen worden waren. Zur Spielzeit 2003/04 erfolgte die Ernennung zum Cheftrainer und Sullivan schaffte mit den Bruins den besten Saisonrekord seit 1992/93. Nach dem Lockoutjahr 2004/05 ging man mit ihm auch in die Spielzeit 2005/06, ehe er nach einem schwachen Jahr und dem Verpassen der Playoffs vom neuen General Manager Peter Chiarelli am 27. Juni 2006 entlassen wurde. Nach einer einjährigen Auszeit wurde er am 31. Mai 2007 von den Tampa Bay Lightning als Assistenztrainer verpflichtet. Zur Saison 2009/10 übernahm Sullivan dieselbe Position bei den New York Rangers und füllte diese bis zum Saisonende 2012/13 aus. Im Anschluss war er als Assistenztrainer bei den Vancouver Canucks tätig, wurde jedoch nach einer Saison im Mai 2014 gemeinsam mit Cheftrainer John Tortorella freigestellt.
Nach der Saison 2014/15 trat er die Nachfolge von John Hynes als Cheftrainer der Wilkes-Barre/Scranton Penguins an. Bereits im Dezember 2015 wurde Mike Johnston bei den Pittsburgh Penguins entlassen, sodass Sullivan von deren Farmteam „aufstieg“ und das NHL-Franchise übernahm. Am Ende der Saison 2015/16 gewann er mit den Penguins direkt den Stanley Cup und wiederholte diesen Erfolg im Jahr darauf. Im September 2016 stand er als Assistenztrainer des US-amerikanischen Teams beim World Cup of Hockey 2016 hinter der Bande, schied mit der Mannschaft allerdings bereits in der Gruppenphase aus.
Letztlich fungierte Sullivan bis 2025 als Cheftrainer der Penguins und wurde dabei in punkto Saisons (10), Spielen (753) und Siegen (409) zu deren Rekordtrainer. Zum Zeitpunkt seines Ausscheidens nach der Saison 2024/25 war er nach Jon Cooper der zweitdienstälteste aller NHL-Trainer. Zuvor hatte das Team dreimal in Folge die Playoffs verpasst.
Nur wenige Tage später – Sullivan galt als einer der begehrtesten verfügbaren Trainer – wurde er als neuer Cheftrainer der New York Rangers vorgestellt, wo er die Nachfolge von Peter Laviolette antrat. Sein Amt in Pittsburgh wiederum übernahm Dan Muse, der von den Rangers kam.

## Erfolge und Auszeichnungen
- 2016 Stanley-Cup-Gewinn mit den Pittsburgh Penguins (als Cheftrainer)
- 2017 Stanley-Cup-Gewinn mit den Pittsburgh Penguins (als Cheftrainer)

## Karrierestatistik

### International
Vertrat die USA bei:
- Junioren-Weltmeisterschaft 1988
- Weltmeisterschaft 1997

(Legende zur Spielerstatistik: Sp oder GP = absolvierte Spiele; T oder G = erzielte Tore; V oder A = erzielte Assists; Pkt oder Pts = erzielte Scorerpunkte; SM oder PIM = erhaltene Strafminuten; +/− = Plus/Minus-Bilanz; PP = erzielte Überzahltore; SH = erzielte Unterzahltore; GW = erzielte Siegtore; 1 Play-downs/Relegation; Kursiv: Statistik nicht vollständig)

### NHL-Trainerstatistik
(Legende zur Trainerstatistik: Sp oder GC = Spiele insgesamt; W oder S = erzielte Siege; L oder N = erzielte Niederlagen; T oder U = erzielte Unentschieden; OTL oder OTN = erzielte Niederlagen nach Overtime oder Shootout; Pts oder Pkt = erzielte Punkte; Pts% oder Pkt% = Punktquote; Win% = Siegquote; Resultat = erreichte Runde in den Play-offs)